# Sinfonie in h-Moll (Schubert)

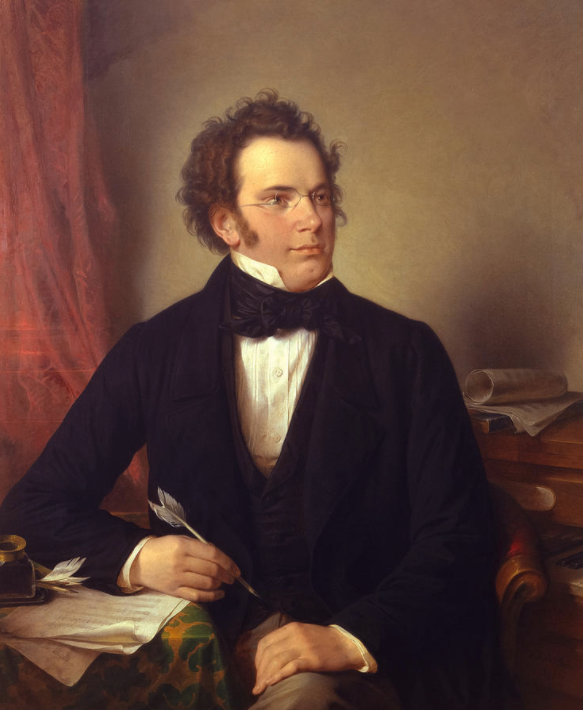
Franz Schubert (Gemälde von Wilhelm August Rieder, 1875)

Die Sinfonie in h-Moll D 759, genannt Die Unvollendete, ist eine als dreisätziges Fragment überlieferte Sinfonie mit zwei vollständigen Sätzen von Franz Schubert, die 1822 in Wien entstand. Die Spieldauer der beiden vollendeten Sätze beträgt circa 22 Minuten.

## Entstehung
Im Herbst 1822 arbeitete Schubert an einer Sinfonie in der bis dahin völlig ungebräuchlichen Tonart h-Moll und schuf dabei mindestens drei Sätze, die er zunächst im vollständigen Klavierparticell notierte. Im Gegensatz zu seinen bisherigen sechs Sinfonien war das neue Werk diesmal nicht mehr für ein Liebhaberorchester, sondern – nach dem Vorbild von Beethoven – für die kritische Öffentlichkeit gedacht. Weiter ist davon auszugehen, dass die Sinfonie, wie seinerzeit üblich, vier Sätze umfassen sollte. Als Schubert im Herbst desselben Jahres eine Auftragsarbeit dazwischenkam, legte er das Stück auf unbestimmte Zeit zur Seite – und vollendete es nie. Dabei wäre ihm eine komplette Sinfonie sicherlich gut bekommen, allein schon wegen seiner katastrophalen Finanzlage. Doch träumte Schubert stattdessen lieber von der großen Oper, wie ein Brief an den befreundeten Librettisten Eduard von Bauernfeld bezeugt: „Ich kann nirgendwo hinkommen, ich habe GAR kein Geld, und es geht mir überhaupt sehr schlecht. Ich mache mir nichts draus und bin lustig. Übrigens komme sobald als möglich nach Wien. Weil man von mir eine Oper wünscht …“

### Fakten und Fiktion
Wieso die Sinfonie in h-Moll letztlich unvollendet blieb, gab ihrer Nachwelt Rätsel auf und ist Gegenstand der Diskussion unter Musikwissenschaftlern. So wird unter anderem behauptet, Schubert habe seine Sinfonie am Ende des zweiten Satzes (Andante in E-Dur) bereits als „vollendet“ betrachtet. Angeblich beweise allein schon die Tatsache, dass Schubert die Halbpartitur mitsamt einem Titelblatt aus der Hand gab und dem Steiermärkischen Musikverein widmete, dass er das Werk „in zweisätziger Form als fertig“ betrachtete. Dem steht die Meinung gegenüber, das als dritter Satz skizzierte Scherzo sei qualitativ nicht auf der Höhe der ersten beiden Sätze und daher irrelevant. Eine weitere These besagt, Schubert habe die Arbeit am dritten Satz abgebrochen, weil er in eine zu starke Nähe zum Scherzo von Beethovens 2. Sinfonie geriet. Wieder andere behaupten, Schubert habe die Sinfonie wie viele andere schlicht aufgegeben. Doch all dies sind und bleiben Spekulationen, die sich aus den Manuskripten weder stützen noch widerlegen lassen.
Fakt ist, dass Schubert noch an einem dritten Satz mit der Bezeichnung Scherzo (Allegro) – Trio arbeitete; dies beweisen einige Seiten eines unvollendeten Scherzos, die erst in den 1860er Jahren auftauchten. Vom geplanten Scherzo in h-Moll hat Schubert nur die ersten 20 Takte orchestriert; das als Klavierskizze notierte Particell zu diesem Satz bricht indessen erst mit dem 16. Takt des Trios (in G-Dur) ab, nachfolgende Notenzeilen sind leer. Das nach der Skizze ausgearbeitete Partiturmanuskript der Sinfonie in h-Moll umfasst 70 durchnummerierte Seiten Reinschrift, beginnend mit einem von Schubert gestalteten Titelblatt mit der lateinischen Kalligraphie „Sinfonia / in / H moll / von / Franz Schubert mpia“ (= manu propria, eigenhändig) und der Datierung „Wien den 30. Octob. 1822“. Erst 1967 entdeckte Christa Landon eine weitere, bisher unbekannte Partiturseite im Archiv des Wiener Männergesangvereins mit den Takten 10–20 des Scherzos. Dieses Blatt ist unvollständig instrumentiert und war, da eine Seitenzahl fehlt, offenbar nie im Besitz Hüttenbrenners. Angaben der Entdeckerin zufolge wurde dieses Blatt aus der Partitur herausgeschnitten und blieb zunächst im Besitz der Familie Schubert, bevor es an den Männergesangverein gegangen war.

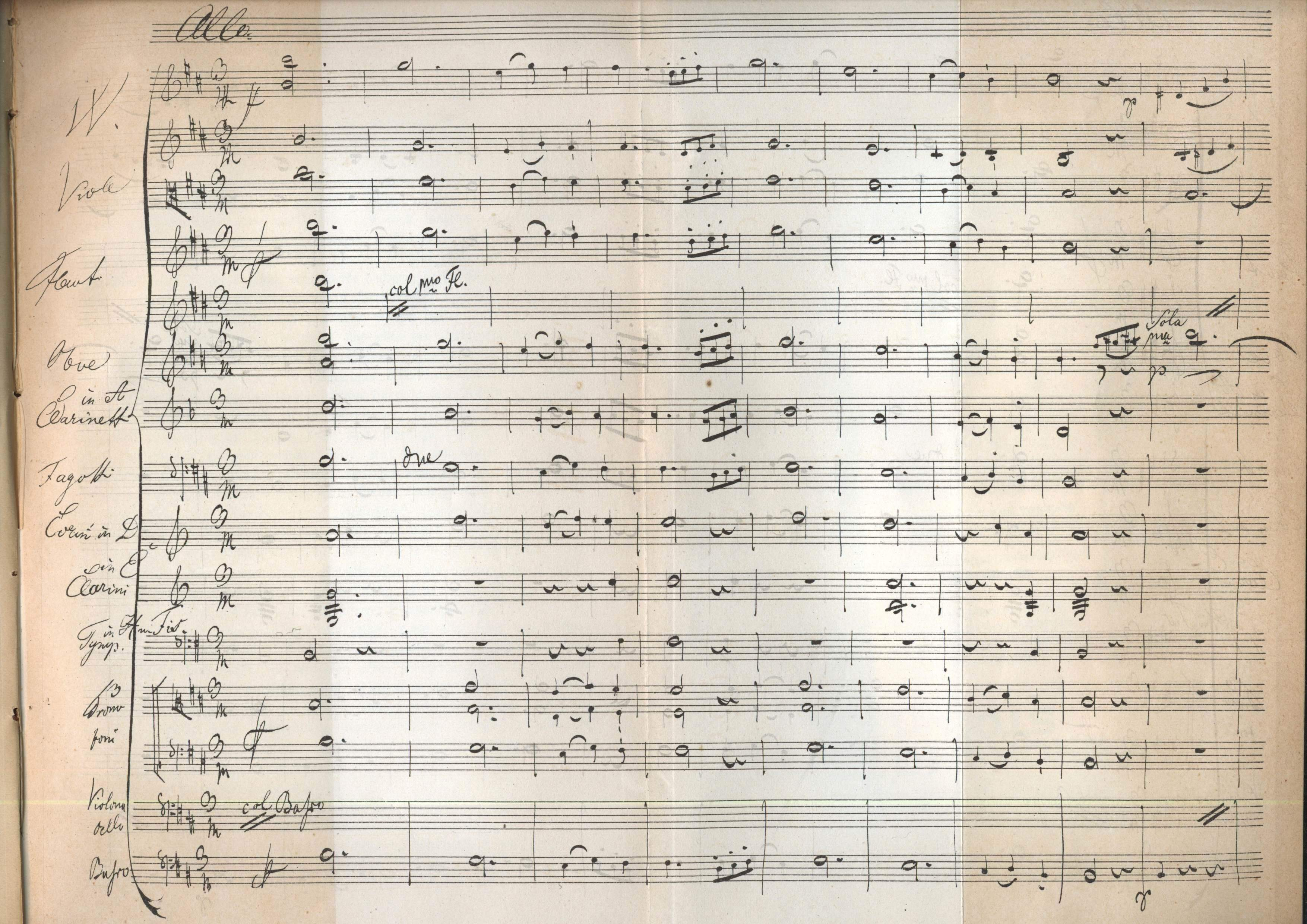
Faksimile (1885) von Schuberts Autograph der Unvollendeten als Beilage der Biographie ihres Entdeckers Johann von Herbeck (hier: 3. Satz, Scherzo)

Angeblich hatte Schubert das Werk 1823 dem Steiermärkischen Musikverein in Graz als Dank für seine Ernennung zum Ehrenmitglied gewidmet und geschenkt. Die Authentizität eines Dankschreibens des Komponisten vom 20. September 1823 mit den Worten „Um auch in Tönen meinen lebhaften Dank auszudrücken, werde ich mir die Freyheit nehmen, dem löblichen Vereine ehestens eine meiner Sinfonien in Partitur zu überreichen“ ist allerdings umstritten. David Montgomery legte 2017 überzeugende Argumente vor, dass Schuberts Widmung eine Fälschung Hüttenbrenners ist und die Sinfonie erst 1824 komponiert wurde.
Die Klavierskizzen der Sinfonie in h-Moll gingen nach Schuberts Tod an seinen Bruder Ferdinand und nach dessen Tod 1859 in den Besitz des Wiener Autographensammlers Nicolaus Dumba. Die Partitur der Sinfonie kam hingegen auf ungeklärte Weise in den Besitz der Schubert nahestehenden Brüder Anselm und Josef Hüttenbrenner nach Graz. Zunächst verblieb die Partitur bei Josef, der davon 1853 einen vierhändigen Klavierauszug herstellte, später übernahm Anselm das Manuskript. Die Entdeckung der Halbsinfonie ist dem Wiener Hofkapellmeister Johann von Herbeck zu verdanken, der unermüdlich nach Schubert-Autographen suchte und dank dessen viele Manuskripte noch erhalten sind. Als Herbeck Anfang der 1860er Jahre von der Schenkung erfuhr, suchte er Anselm Hüttenbrenner auf und fand dort am 1. Mai 1865 das Autograph der Sinfonie.

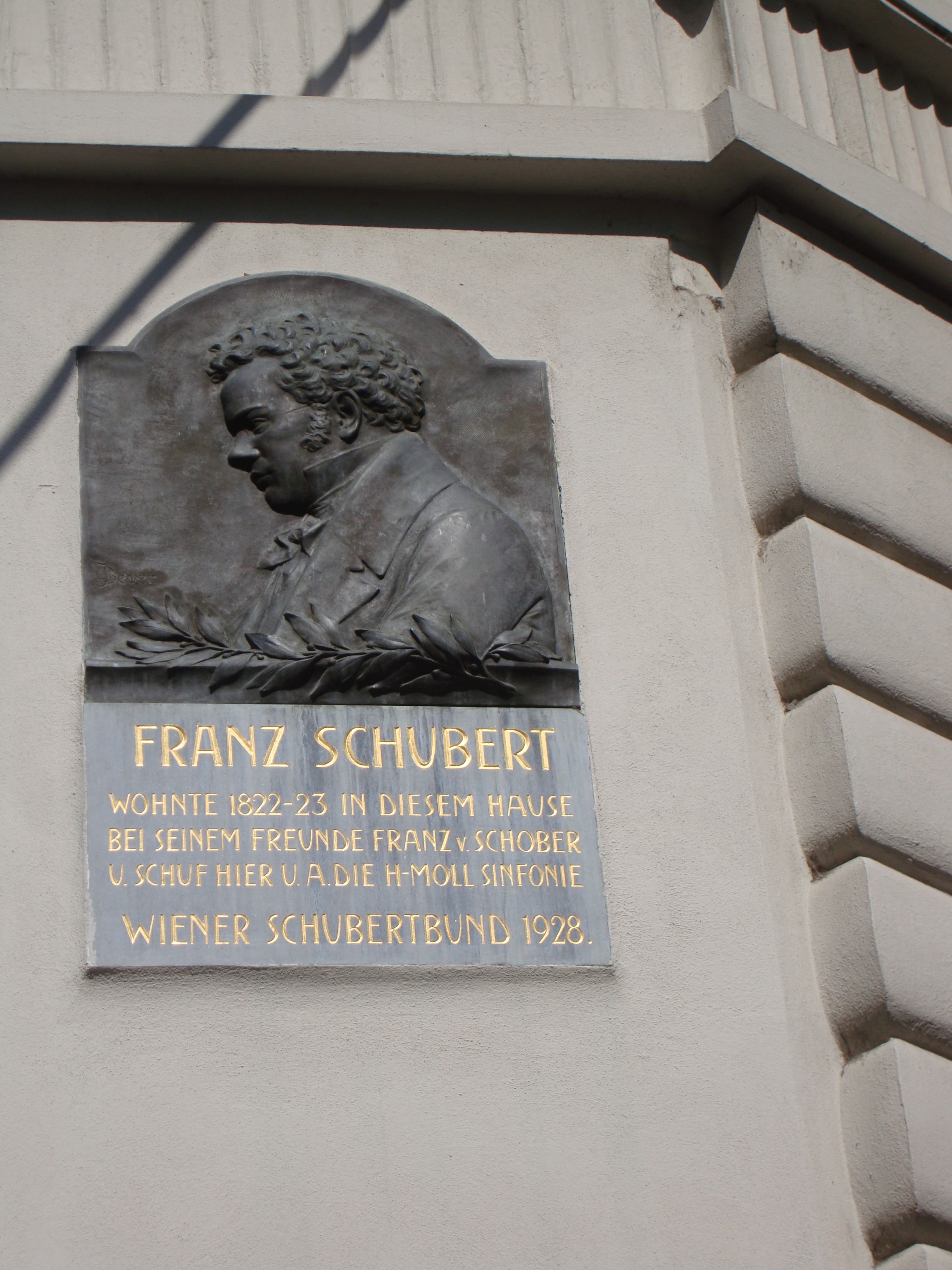
Gedenktafel für die Unvollendete und Schubert als Gast bei Franz von Schober (1822) im Göttweiger Hof Wien in der Spiegelgasse

### Uraufführung / Erstdruck
Herbeck brachte die beiden vollständigen Sätze der Sinfonie in h-Moll am 17. Dezember 1865 in einem Konzert der Gesellschaft der Musikfreunde im großen Redoutensaal der Wiener Hofburg mit sensationellem Erfolg zur Uraufführung. Als Abschluss des als „unfertig“ empfundenen Werks wurde damals das furiose Finale der 3. Sinfonie in D-Dur gespielt. Schon bei der zweiten Aufführung am 4. November 1866 wurde das Werk jedoch nur noch zweisätzig dargeboten. Bei der Londoner Erstaufführung am 5. Februar 1881 wurde hingegen auf Anregung des britischen Schubert-Forschers George Grove erstmals die Zwischenaktmusik Nr. 1 in h-Moll aus der Bühnenmusik zu Rosamunde, Prinzessin von Zypern (D 797) als Schlusssatz verwendet. Die Halb-Partitur der Sinfonie in h-Moll erschien 1867 im Wiener Musikverlag Carl und Anton Spina, wobei sie die gängige Bezeichnung „Unvollendete“ erhielt.

### Anmerkung zur Nummerierung
In der alten Gesamtausgabe bei Breitkopf & Härtel (1885) wurde die Unvollendete als Sinfonie Nr. 8 (Sinfonie in h-Moll) und die später entstandene Große C-Dur-Sinfonie als Nr. 7 gelistet, was der Reihenfolge entspricht, in welcher die Werke damals aufgefunden und uraufgeführt worden waren. In der Neuen Schubert Ausgabe wird die Nummerierung üblicherweise nach der Entstehungszeit der jeweiligen Werke vorgenommen und die Unvollendete (1822) daher als Nr. 7 und die Große C-Dur-Sinfonie als Nr. 8 gezählt. Es hat sich erwiesen, dass die verschollen geglaubte „Gasteiner Sinfonie“ von 1825, für die Otto Erich Deutsch die Nummer D 849 vorgesehen hatte, mit der C-Dur Sinfonie identisch ist, die von Schubert in den Jahren 1825–1826 komponiert wurde.

## Musikalische Gestalt (Analyse)
Bei der Unvollendeten handelt es sich sozusagen um einen musikalischen Torso, der neben Mozarts Requiem KV 626 (1791) als das wohl bekannteste Musikfragment aller Zeiten gilt. Allerdings beginnt kaum eine Sinfonie derart düster und bedrohlich wie die Sinfonie in h-Moll von Franz Schubert. Eine besondere Bedeutung kommt außerdem den Posaunen zu, die hier sozusagen ihre „melodische Emanzipation“ erleben und fortan auch von anderen Komponisten sinfonischer Werke wie Schumann, Brahms, Dvořák, Bruckner oder Mahler in vergleichbarer Rolle eingesetzt wurden. Die beiden vollständigen Sätze, welche ihrerseits nicht nur bzgl. Taktart (3/4- bzw. 3/8-Takt) und Tempo (Allegro moderato bzw. Andante con moto) Gemeinsamkeiten aufweisen, werden in der heutigen Aufführungspraxis meist im ähnlichen Zeitmaß interpretiert.

### 1. Satz: Allegro moderato
h-Moll, 3/4-Takt, 368 Takte

Anfang (Takt 1-21), 1. Satz

Der Kopfsatz steht in Sonatensatzform. Die Exposition (Takt 1–104) eröffnet mit einer düsteren Unisono-Linie in den Celli und Kontrabässen in h-Moll, welche gesamthaft in tiefer Lage sowie im Pianissimo steht und auf der ausgehaltenen V. Stufe der Grundtonart endet. Diese rätselhafte Phrase mit satzartiger Binnenstruktur (8 in 2+2+4 Takte) kehrt im Verlauf des Satzes mehrmals bedeutungsvoll wieder und schafft dabei einen inneren Zusammenhang:
- Zunächst erklingt dieses „Vor-Thema“ (?) nochmals in Originalgestalt bei der obligaten Wiederholung der Exposition;
- dann gleich zu Beginn der Durchführung (Takt 114), diesmal jedoch in e-Moll und mit variierter Fortsetzung;
- wenige Momente später (Takt 170) lässt nun das ganze Orchester eben jene Anfangslinie im Fortissimo erschallen;
- vor Beginn der einsetzenden Reprise verzichtet Schubert auf das Anfangsmotiv,
- um die Linie dann im Rahmen der Coda (Takt 328) wiederholt – und teilweise fragmentiert – erklingen zu lassen.

Die Weiterführung des Hauptsatzes (Takt 1–38) besteht aus dem bedrohlichen Klopfen der in Takt 9 einsetzenden Pizzicati von Bratschen, Celli und Kontrabässen im Zusammenwirken mit unruhigen Sechzehntelbewegungen der Violinen, worüber nun das etwas „süßliche“ Hauptthema (Takt 13–21) in der Oboe und der Klarinette erklingt. Das Thema gliedert sich in 8 (2+2+4) Takte und moduliert von h-Moll nach D-Dur, bevor ein zweitaktiges fz-Motiv (T. 20/21) in den Hörnern und Fagotten die Rückmodulation besorgt und das Thema danach in variierter Form wiederholt wird und nach einer dynamischen Steigerung mit dem ganzen Orchester in der Grundtonart kadenziert.

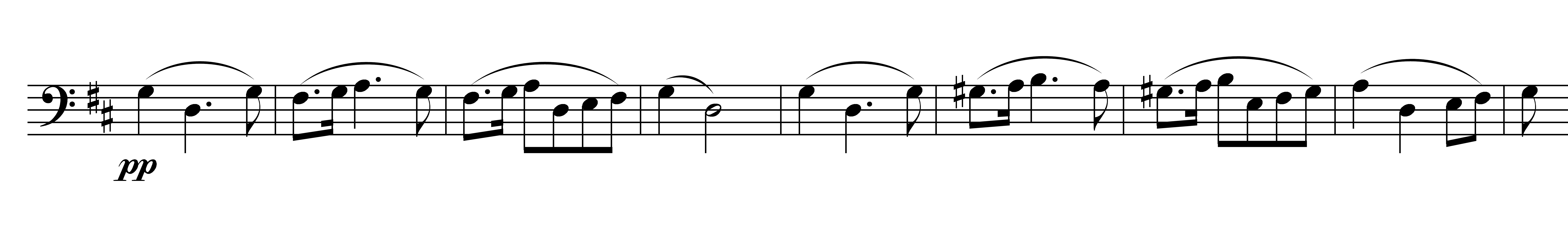
Seitenthema (Takt 44-53), 1. Satz

Im Rahmen der für eine Sinfonie extrem kurzen, beinahe lakonischen Überleitung (Takt 38–41) mit den Hörnern und Fagotten moduliert Schubert in die Subdominantparallele bzw. Untermediante G-Dur. Das nun folgende Seitenthema (Takt 44–53) wirkt ländlich, ja sogar volksliedhaft, und ist zweifelsohne für die große Popularität der Sinfonie verantwortlich. Unter Orchestermusikern wird das Seitenthema persifliert mit dem einprägsamen Text: „Frieda, wo kommst du her, wo gehst du hin, wann kommst du wieda?“ Angestimmt durch die Celli wird die simple Melodie über synkopierten Begleitrhythmen danach von den Violinen aufgenommen und verschwindet in einer Art „Endlosschleife“, welche in Takt 62 in eine Generalpause mündet – ein Effekt, als ob man das Radio ausmacht, die Musik aber eigentlich im Kopf noch weiterläuft. Schubert nutzt diese unerwartete Pause, um das Orchester danach mit drei brachialen ffz-Akkorden hereinbrechen zu lassen, die den Hörer regelrecht schockieren, und wie es in seinen bisherigen Sinfonien (sowie vor Gustav Mahler) noch nie vorgekommen ist. Faktisch handelt es sich dabei um ein harmonisches Abdriften in die Variante g-Moll (mit der Akkordfolge c-Moll / g-Moll / Es-Dur), wonach Schubert mittels Sequenzierung wieder zurück nach G-Dur findet und den Seitensatz in Takt 93 regelhaft abschließt. Bemerkenswert ist die Abspaltung des Seitensatzmotivs von Takt 46 und dessen Verwendung piano/legato (Takt 73–76) bzw. forte/staccato (ab Takt 77). Die nachfolgende Schlussgruppe (T. 94–104) verwendet erneut Seitensatz-Material und lässt die Exposition mit zwei 6-taktigen, miteinander verschränkten und in sich kanonisch gestalteten Phrasen (Takt 94–96: 1. und 2. Violinen versus Celli/Bratschen und Fagotte) beinahe versöhnlich in der Kontrasttonart enden. Der nächste Schock lässt aber nicht lange auf sich warten: In Takt 104 folgt völlig unerwartet auf die zweite Zählzeit ein Unisono-Schlag (h) des ganzen Orchesters im Fortissimo, ehe Schubert nach einer kurzen Rückleitung die Wiederholung der Exposition (Takt 110) bzw. nach einer leicht erweiterten Überleitung die Durchführung (Takt 114) aufnimmt.
Die Durchführung (Takt 114–217) beginnt mit dem Anfangsmotiv (vgl. Takt 1–8), nun jedoch in der Subdominante e-Moll. Die Linie wird erneut von den Celli und (5-saitigen) Kontrabässen intoniert und in der Folge bis zum tiefen C weitergeführt, wo in Takt 122 ein zweistimmiger Kanon zwischen den Violinen und den Bratschen/Fagotten einsetzt, sich in der Folge chromatisch aufwärts schraubt und während 12 Takten auf dem Dominantseptnonenakkord F#7/b9 verharrt. Ein erster Ausbruch folgt in Takt 146 in cis-Moll, gefolgt von zwei in sich kontrastierenden Sequenzen in d-Moll (Takt 154) und e-Moll (Takt 162). In den Takten 170–176 erklingt nun die eingangs erwähnte Rekapitulation der Anfangslinie im ganzen Orchester – im schallenden Fortissimo; zunächst unisono, danach harmonisiert und in e-Moll kadenzierend. Im Rahmen der folgenden, eher blockhaft strukturierten und von den tiefen Streichern und Posaunen angeführten Passage erreicht der erste Satz nach dreimaliger Quintfallsequenz in Takt 194 schließlich auf einem „schreienden“ C-Dur-Akkord (ffz) seinen energetischen Höhepunkt. In den Takten 202–205 kadenziert Schubert – analog zum Hauptthema – floskelhaft in D-Dur, um gleich darauf (wieder) nach h-Moll auszuweichen. Die Wiederholung dieses Viertakters entpuppt sich im weiteren Verlauf allmählich als Rückleitung bzw. Verweilen auf der Dominante und mündet in Takt 218 schließlich in die Reprise.
Die Reprise (Takt 218–322) eröffnet direkt mit dem Hauptthema in der Grundtonart, auf eine Wiederaufnahme der Anfangslinie (wie in der Exposition) wird hier verzichtet. Das Thema erklingt zunächst in der Oboe und Klarinette und weicht, dem ursprünglichen Verlauf entsprechend, nach D-Dur aus. Anstelle einer Rückkehr nach h-Moll (vgl. Takt 20/21) moduliert Schubert in den Takten 229/230 nun aber weiter in die Subdominante e-Moll. Die variierte Wiederholung des Hauptthemas (ab Takt 231), diesmal in der Flöte und Klarinette, weicht zwar erwartungsgemäß nach G-Dur aus, moduliert jedoch abermals weiter nach A-Dur, was sich nachträglich dann als die Dominantparallele herausstellt und der Hauptsatz in Takt 152 somit in der Molldominante fis-Moll kadenziert.
Die Überleitung (T. 252–255) moduliert diesmal in die Paralleltonart bzw. Obermediante D-Dur, somit verbleibt die Reprise nicht (wie üblich) in der Grundtonart. Der Seitensatz (T. 256–308) entspricht – abgesehen von der harmonischen Einrichtung mittels zweimaliger Sequenz vor der Generalpause (T. 276–279) und der Transposition des nachfolgenden Abschnitts (Takt 281–311) nach H-Dur – weitestgehend seinem ursprünglichen Verlauf. Die Schlussgruppe (Takt 312–322) übernimmt Schubert quasi wörtlich, adaptiert ansonsten lediglich deren Instrumentation. Analog zur Exposition folgt hier nochmals eine Überleitung (Takt 322–327) zur Coda, welche mit den Takten 104-109 identisch ist.
Zu Beginn der Coda (Takt 328–368) ist nun letztmals das (vor der Reprise ausgesparte) Anfangsmotiv der Sinfonie in der Grundtonart hören. Die Fortsetzung entspricht demgegenüber weitgehend der analogen Stelle in der Durchführung (vgl. Takt 122–145), verbleibt nach einer fulminanten Steigerung jedoch in der Grundtonart, ehe der Satz nach drei verschiedenartig instrumentierten Plagalwendungen (I–IV–I) im Pianissimo (inklusive Schwelldynamik / Takt 352–363) und einer authentischen Kadenz (I–V–I) des gesamten Orchesters im Fortissimo letztlich auf dem tremolierten h-Moll-Akkord ausklingt.

### 2. Satz: Andante con moto
E-Dur, 3/8-Takt, 312 Takte

Anfang (Takt 1-16), 2. Satz

Der zweite Satz steht traditionsgemäß im Kontrast zum dramatischen Kopfsatz und bildet „in seiner E-Dur-Wärme und seiner sich zu hymnischen Liebesgeständnissen aufschwingenden Glückseligkeit einen Gegenpol zum ersten Satz“. Formal handelt es sich hier um eine zweiteilige Adagio-Form (nach Ratz) mit der Gliederung in A B A′ B′ A″, bestehend aus Exposition (mit Haupt- und Seitensatz), Reprise und Coda.
Der Hauptsatz (Takt 1–60) ist als klassisches dreiteiliges Lied (A A′ B A″) gebaut und eröffnet mit dem Hauptthema (16 in 6+9 Takte) in E-Dur. Beide Teile sind miteinander verschränkt und werden jeweils von einer Bläserkadenz (I-V7-I) in den Hörnern und Fagotten über einer absteigenden Pizzicato-Tonleiter der Kontrabässe eröffnet und von den Streichern sanglich weitergeführt. Die Takte 9–16 sind – im Gegensatz zum Anfang – erweitert und durch eine melodische Geste (T. 15) ergänzt bzw. abgerundet. Darüber hinaus deutet sich in Takt 12/13 die für den späteren Verlauf bedeutsame Hinwendung nach cis-Moll an. Die variierte Wiederholung des ersten Themas (Takt 16–32) ist formal auf insgesamt 17 Takte und beginnt überraschend in der Varianttonart e-Moll. In der Folge moduliert Schubert weiter in die Parallele G-Dur, schließt den A′-Teil letztlich aber doch wieder in der Grundtonart ab. Im B-Teil des Hauptsatzes (ab Takt 33) erklingt nun das ganze Orchester im Forte: Über begleitenden Unisono-Achtelbewegungen der Streicher erklingen drei viertaktige Bläsersequenzen, die melodisch vom Hauptthema abgeleitet sind und in Takt 45 ein weiteres Mal, diesmal halbschlüssig, nach cis-Moll ausweichen. Die Rekapitulation (ab T. 45) steht erwartungsgemäß in E-Dur und entspricht auch weitgehend dem ursprünglichen Verlauf (vgl. Takt 11–16), ist jedoch in vielerlei Hinsicht bemerkenswert: Wie bereits im ersten Satz der Sinfonie verzichtet Schubert hier auf die einleitende Bläserkadenz in der Reprise, instrumentiert das Streicherthema stattdessen mit den Holzbläsern und verwendet die bisherige Eröffnungskadenz nun als Schlussformel des A″-Teils, und dies gleich zweimalig im Pianissimo bzw. im dreifachen Pianissimo.
Aber auch in der Folge lassen sich Parallelen zum Kopfsatz finden:

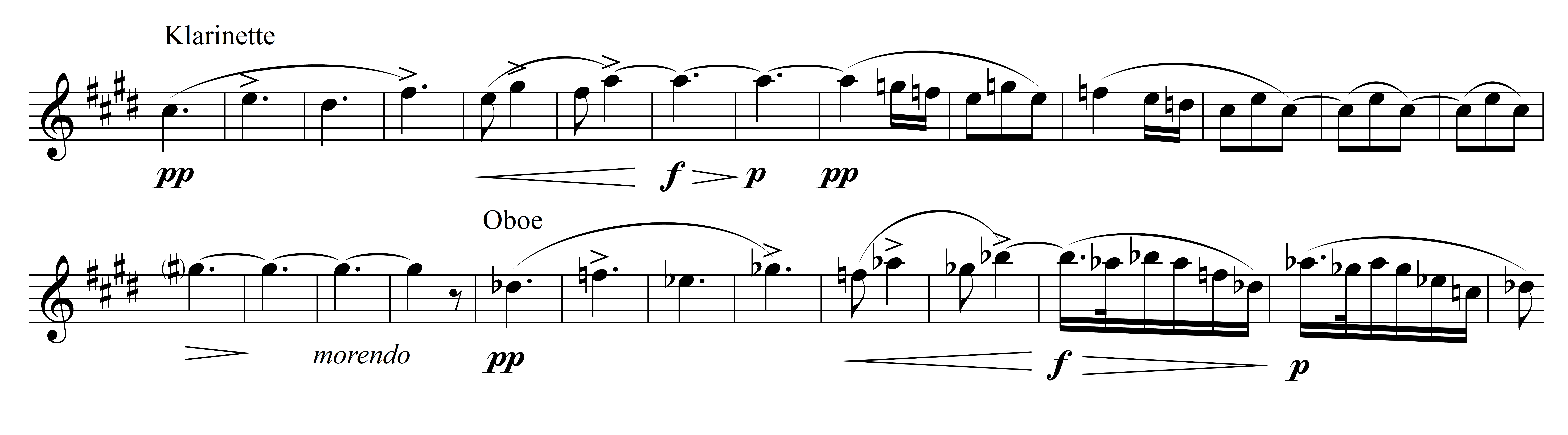
Seitenthema (Takt 66-92), 2. Satz

Die Überleitung (Takt 60–64) ist wiederum sehr kurz gehalten und beschränkt sich diesmal sogar auf eine einstimmige Melodielinie in den 1. Violinen. Der Seitensatz (Takt 63–95) steht zunächst in der zuvor mehrmals angetönten Paralleltonart cis-Moll: Über synkopierten Begleitrhythmen der Streicher erklingt das lyrische Seitenthema (18 in 8+10 Takte) in der Klarinette, endet jedoch überraschend in Cis-Dur (Picardische Terz). Die variierte Wiederholung des zweiten Themas (ab Takt 84) in der Oboe setzt Schubert dann in der enharmonisch verwechselten Variante Des-Dur (statt Cis-Dur) an, bereichert die Textur dabei noch mit einem neuen Motiv als Kontrapunkt in den Celli und mündet nach drei stufenweise diminuierenden Melodiefloskeln (p / pp / ppp) in die Schlussgruppe. Diese bricht in Takt 96 dann unvermittelt mit dem ganzen Orchester im Fortissimo und in cis-Moll herein, kadenziert zunächst regelhaft in der Paralleltonart und moduliert in der Folge weiter nach D-Dur. Das Thema findet sich hier prominent in den Posaunen und tiefen Streichern und so erinnert dieser düstere Abschnitt nicht zuletzt aufgrund seiner Faktur sowie den schroffen Bläserakzenten (Takt 103–108) an den ersten Satz der Sinfonie (vgl. Durchführung, ab Takt 176). Im Rahmen der nachfolgenden, dreigliedrig sowie imitatorisch gestalteten Rückleitungspassage im Piano moduliert Schubert dann von D-Dur (T. 111), via G-Dur (Takt 121) und C-Dur (Takt 129) zurück in die Grundtonart E-Dur, wo in Takt 142 erwartungsgemäß die Reprise einsetzt.
Die Reprise (Takt 142–268) entspricht über weite Strecken dem ursprünglichen Verlauf der Exposition, ehe der Satz von einer raumgreifenden Coda abgeschlossen wird. Nachfolgend sei aber noch auf einige Besonderheiten hingewiesen:
- Das Hauptthema in E-Dur wird zunächst quasi wörtlich übernommen; im Tutti-Abschnitt (Takt 174–186) moduliert Schubert dann aber weiter nach A Dur und beendet den Hauptsatz überraschend auch in der Subdominanttonart.
- Der Seitensatz (ab Takt 205) steht diesmal in a-Moll bzw. A-Dur (statt e-Moll bzw. E-Dur). Als Kontrasttonart hätte man – analog zur Exposition – hier wohl genauso die Obermediante gis-Moll bzw. Gis-Dur erwarten können (was in der Coda dann tatsächlich noch eine Rolle spielen wird). Bemerkenswert ist zudem das Vertauschen der beiden Soloinstrumente, denn Schubert verwendet hier zuerst die Oboe, danach die Klarinette.
- Die Schlussgruppe (ab Takt 237) erscheint in vielerlei Hinsicht variiert: Im Gegensatz zur Exposition liegt das Thema jetzt in den Oberstimmen statt in den Bässen (Stimmtausch). In der Folge moduliert Schubert zudem in die Varianttonart e-Moll (Takt 244), dann weiter nach F-Dur (Takt 152) und mittels Sequenz schließlich wieder zurück in die Grundtonart E-Dur, wo die Passage in Takt 256 zunächst unerwartet in einen Trugschluss mündet. Der Fortsetzung (ab Takt 257) entspricht zwar weitgehend den Takten 50–56, ist diesmal aber auf insgesamt 12 Takte erweitert und insbesondere gegen Ende des Abschnitts (Takt 265–268) auch melodisch variiert.

Die Coda (T. 268–312) eröffnet – analog zum Beginn des zweiten Satzes – mit der nun auf 7 Takte erweiterten Bläserkadenz; zunächst in den Flöten und Oboen, danach in der Klarinette, den beiden Fagotten und Hörnern. Eine kurze Überleitung der 1. Violinen (Takt 280–285) moduliert daraufhin überraschend nach As-Dur, der enharmonischen Variante von Gis-Dur (und ursprünglich zu erwartenden Tonart des Seitensatzes). Es folgt ein vom Hauptthema abgeleiteter Viertakter (Takt 286) in As-Dur im dreifachen Pianissimo, von Schubert unkonventionell mit 2 Klarinetten, 2 Fagotte und Posaune instrumentiert. Gleich anschließend modulieren die 1. Violinen direkt weiter nach E-Dur (eigentlich Fes-Dur), wo der erwähnte Viertakter in Takt 296 nochmals von den Flöten, Klarinetten und Hörnern in der Grundtonart aufgenommen wird und der Satz nach einem Abgesang mit wiederholt kadenzierenden Wendungen friedvoll – und „vollendet“ (?) – zum Abschluss kommt.

## Besetzung
2 Flöten, 2 Oboen, 2 Klarinetten in A, 2 Fagotte, 2 Hörner in D (im 2. Satz in E), 2 Trompeten in E, 3 Posaunen, Pauken in H und Fis (im 2. Satz in E und H) und Streicher

## Rezeption
Anlässlich der Uraufführung der Unvollendeten rezensierte der Musikkritiker Eduard Hanslick:

„Das Konzert begann mit einer Ouverture von Anselm Hüttenbrenner. Nun folgte die Schubertsche Novität, die einen außerordentlichen Enthusiasmus erregte. Es sind die beiden ersten Sätze einer Symphonie, welche, seit vierzig Jahren in Herrn Hüttenbrenners Besitz, für gänzlich verschollen galt. Wir müssen uns mit zwei Sätzen zufrieden geben, die, von Herbeck zu neuem Leben erweckt, auch neues Leben in unsere Concertsäle brachten. Wenn nach ein paar einleitenden Tacten Clarinette und Oboe einstimmig ihren süßen Gesang über dem ruhigen Gemurmel der Geigen anstimmen, da kennt jedes Kind den Componisten, und der halbunterdrückte Ausruf „Schubert“ summt flüsternd durch den Saal. Er ist noch kaum eingetreten, aber es ist, als kennte man ihn am Tritt, an seiner Art, die Thürklinke zu öffnen. Erklingt nun gar auf jenen sehnsüchtigen Mollgesang das contrastierende G-Dur-Thema der Violincelle, ein reizender Liedsatz von fast ländlerartiger Behaglichkeit, da jauchst jede Brust, als stände Er nach langer Entfernung leibhaftig mitten unter uns. Dieser ganze Satz ist ein süßer Melodienstrom, bei aller Kraft und Genialität so krystallhell, daß man jedes Steinchen auf dem Boden sehen kann. Und überall dieselbe Wärme, derselbe goldene, blättertreibende Sonnenschein! Breiter und größer entfaltet sich das Andante. Töne der Klagen oder Zornes fallen nur vereinzelt in diesen Gesang voll Innigkeit und ruhigen Glückes, mehr effectvolle, musikalische Gewitterwolken, als gefährliche der Leidenschaft. Als könnte er sich nicht trennen von dem eigenen süßen Gesang, schiebt der Componist den Abschluß des Adagios weit, ja allzuweit hinaus. Man kennt diese Eigentümlichkeit Schuberts, die den Totaleindruck mancher seiner Tondichtungen abschwächt. Am Schluße dieses Andantes scheint sein Flug sich ins Unabsehbare zu verlieren, aber man hört doch immer das Rauschen seiner Flügel. Bezaubernd ist die Klangschönheit der beiden Sätze. Mit einigen Horngängen, hier und da einem kurzen Clarinett- oder Oboensolo auf der einfachsten, natürlichen Orchester-Grundlage gewinnt Schubert Klangwirkungen, die kein Raffinement der Wagnerschen Instrumentierung erreicht. Wir zählen das neu aufgefundene Symphonie-Fragment von Schubert zu seinen schönsten Instrumentalwerken und sprechen dies hier um so freudiger aus, als wir gegen eine übereifrige Schubert-Pietät und Reliquien-Verehrung mehr als einmal uns ein warnendes Wort erlaubt haben.“

Hugo Wolf schrieb später:

„Schuberts h-Moll-Sinfonie, ein treues Spiegelbild der künstlerischen Individualität ihres Schöpfers, ist leider Fragment geblieben. So gleicht sie auch in ihrer Form dem äußeren Lebensgange des Meisters, der ja in der Blüte seines Lebens, in der Vollkraft seines Schaffens vom Tode hinweggerafft wurde. Schubert hat nur ein halbes Menschenalter gelebt, als Mensch sowohl wie auch als Künstler. Sein Leben hat just ausgereicht, zwei in Inhalt und Form vollendete Sinfoniesätze zu schreiben. Er gibt sich in der Sinfonie so vollständig, als in seinen Liedern, in denen er freilich das höchste geleistet.“

## Versuche zur Vervollständigung
Am 26. Juni 1927 kündigten die britisch-amerikanische Plattenfirma Columbia Graphophone Company und die Gesellschaft der Musikfreunde in Wien den Internationalen Schubert-Wettbewerb 1928 an. Ursprüngliche Absicht war, anlässlich der Feiern zu Franz Schuberts 100. Todestag dessen Sinfonie in h-Moll („Unvollendete“) vollenden zu lassen. Der englische Pianist Frank Merrick gewann den Wettbewerb und sein Scherzo und Finale wurden aufgeführt und für eine Radiosendung aufgezeichnet. Die beiden von Merrick komponierten Sätze sind aber mittlerweile vergessen.
In jüngerer Zeit haben Geoffrey Bush (1944), Denis Vaughan (um 1960), Gerald Abraham (1971), der britische Musikwissenschaftler Brian Newbould (um 1980), der Würzburger Dirigent Hermann Dechant sowie der Tübinger Universitätsmusikdirektor Tobias Hiller (2003) weitere Vervollständigungen der Sinfonie vorgelegt, indem sie Schuberts eigene Skizzen des Scherzos – das Trio musste ergänzt werden – und teilweise eine der Zwischenaktmusiken seiner Schauspielmusik zu Rosamunde verwendeten. Newboulds Vervollständigung wurde 1983 von Neville Marriner aufgenommen und das Orchestra of the Age of Enlightenment im Jahr 1990.
Die beinahe 400 Takte umfassende Zwischenaktmusik Nr. 1 wurde von einigen Musikwissenschaftlern lange Zeit für das Finale der Sinfonie in h-Moll gehalten, denn sie steht ebenfalls in h-Moll, verwendet dieselbe Instrumentation und deren musikalische Atmosphäre ähnelt durchaus den beiden vollständigen Sätzen der Sinfonie. Inzwischen wurde diese Annahme allerdings bezweifelt, da die Instrumente der undatierten Entr’act-Partitur anders angeordnet sind als jene in der Sinfonie und Schubert dafür anderes Papier, dunklere Tinte und eine dickere Feder als für die ersten beiden Sinfoniesätze verwendet hat.
Weiter vervollständigte der amerikanische Musikwissenschaftler William Carragan (1988) die Sinfonie, indem er das Scherzo orchestrierte und das Trio ergänzte. Für den vierten Satz verwendete er die Zwischenaktmusik Nr. 2 der Rosamunde-Schauspielmusik als langsame Einleitung des Finalsatzes und fügte eine Wiederholung der Exposition hinzu, wie sie auch in anderen von Schubert in Sonatensatzform gehaltenen Sätzen steht. Carragan benutzte dabei vorwiegend Musik von Schubert, der er 13 Takte im ersten Schluss der Exposition, 9 Takte am Schluss des Satzes sowie 16 teils neu transponierte Takte am Ende der langsamen Einleitung hinzufügte.  Die Fassung von Carragan wurde 2011 von Gerd Schaller mit der Philharmonie Festiva im Regentenbau von Bad Kissingen für Edition Günter Hänssler eingespielt. Eine weitere Aufführung von Carragans Vervollständigung durch das MusicaNova Orchestra ist auf YouTube verfügbar. Eine ähnliche Vervollständigung hat der Dirigent Mario Venzago mit der Ballettmusik Nr. 1 aus Rosamunde sowie dem entr'acte für das Trio gemacht und aufgenommen.
Der russische Komponist Anton Safronov, der die Zugehörigkeit der Rosamunde-Schauspielmusik als mögliche Erklärung für den fehlenden Finalsatz grundsätzlich ablehnte, vollendete den dritten Satz nach den Skizzen von Schubert und komponierte ein neues Finale dazu, das er selbst als „ein[en] Versuch, in die Mentalität des Komponisten reinzukommen“, beschreibt. Das von ihm dazu herangezogene motivische Material geht auf einige um dieselbe Zeit entstandene, zum Teil unvollendete Klavierwerke Schuberts zurück. Die Fassung von Safronov wurde im Dezember 2005 mit der Philharmonie Baden-Baden unter der Leitung von Werner Stiefel uraufgeführt und erlebte ihre britische Erstaufführung am 6. November 2007 in der Londoner Royal Festival Hall mit dem Orchestra of the Age of Enlightenment unter der Leitung von Wladimir Jurowski. Die russische und US-amerikanische Erstaufführung mit dem Russischen Nationalorchester unter Jurowski fanden in der Spielzeit 2007/2008 statt.
Der italienische Dirigent und Komponist Nicola Samale hatte bereits Anfang der 1980er als Liebhaberei das Scherzo instrumentiert. Seit 1986 hatte er gemeinsam mit dem deutschen Dirigenten Benjamin-Gunnar Cohrs auch über eine Neufassung des dritten Satzes nachgedacht, und so schrieb Cohrs 1998 im ständigen Dialog mit seinem Kollegen eine neue Partitur, in der unter anderem spieltechnische Anweisungen ergänzt und vor allem im Trio einige Passagen umgearbeitet wurden – zum einen, um strukturelle Zusammenhänge etwa mit dem 2. Satz weiter zu verstärken, zum anderen als Folge einiger Änderungen in der Instrumentation des Hauptsatzes. Die Fassung von Samale und Cohrs (2004) legt zudem nahe, aufgrund der von Schubert erzeugten erwartungsvollen Stimmung am Ende des Andante das Scherzo attacca folgen zu lassen. 2015 veröffentlichte Benjamin-Gunnar Cohrs schließlich eine neue Urtextausgabe, die als dritten Satz das Scherzo enthält und als vierten die Zwischenaktmusik Nr. 1 der Schauspielmusik zu Rosamunde verwendet. Diese Ausgabe wurde 2018 von Stefan Gottfried mit dem Concentus Musicus Wien im Musikverein Wien aufgeführt und eingespielt.